# Armand Swartenbroeks
Armand Swartenbroeks (Laeken, 30 giugno 1892 – Koekelberg, 3 ottobre 1980) è stato un calciatore belga, di ruolo difensore.

## Carriera
Giocò tutta la carriera per il Daring Bruxelles, con cui vinse il campionato belga per 3 volte (1912, 1914 e 1921) e per la Nazionale belga, con la quale prese parte alle Olimpiadi del 1920 (nelle quali vinse la medaglia d'oro) e a quelle del 1924. Fu recordman di presenze della sua Nazionale fino a quando nel 1938 venne sorpassato da Bernard Voorhoof.
In carriera ha segnato 28 reti in 295 presenze nella prima divisione belga.

## Palmarès

### Club
- Campionato belga: 3

Daring Bruxelles: 1912, 1914, 1921

### Nazionale
- Oro olimpico: 1

Anversa 1920